# Moskiewska Wojskowa Wyższa Szkoła Dowódcza
Moskiewska Wojskowa Wyższa Szkoła Dowódcza (ros. Московское высшее военное командное училище) – radziecka i rosyjska uczelnia wojskowa, kształcąca kadry oficerskie dla potrzeb armii.
Uczelnia powstała 15 grudnia 1917 po opublikowaniu dekretu o powołaniu Armii Czerwonej, pierwotnie jako Pierwsza Moskiewska Rewolucyjna Szkoła Karabinów Maszynowych, w 1922 przemianowana na Pierwszą Radziecką Zjednoczoną Wojskową Szkołę Robotniczo-Chłopskiej Armii Czerwonej im. Wszechrosyjskiego Centralnego Komitetu Wykonawczego. Od lutego 1919 do października 1935 szkoła miała siedzibę na Kremlu.
16 grudnia 1938 szkoła została odznaczona Orderem Czerwonego Sztandaru.
Na początku października 1941 ze słuchaczy i kadry szkoły sformowano pułk, broniący Moskwy na kierunku wołokołamskim. 59 słuchaczy i 30 oficerów zostało wyróżnionych orderami i medalami za męstwo wykazane w tych bojach.
W czerwcu 1958 szkoła została przekształcona w Moskiewską Wyższą Ogólnowojskową Szkołę Dowódczą im. Rady Najwyższej RSRR odznaczoną Orderem Czerwonego Sztandaru; czas nauki wynosił 4 lata, a absolwenci otrzymywali dyplom ukończenia wyższych studiów.
7 maja 1965 szkoła została odznaczona Orderem Lenina, a 21 lutego 1978 w przededniu 60-lecia Orderem Rewolucji Październikowej.
W sierpniu 2004 szkoła została przemianowana na Państwową Instytucję Edukacyjną Wyższego Wykształcenia Zawodowego „Moskiewska Wyższa Wojskowa Szkoła Dowódcza (Instytut Wojskowy)” Ministerstwa Obrony Federacji Rosyjskiej.
W 2010 r. szkoła otrzymała status filii Ogólnowojskowej Akademii Sił Zbrojnych Federacji Rosyjskiej, a w 2012 została przemianowana na Instytut Wojskowy (ogólnowojskowy) Wojskowego Centrum Naukowo-Szkoleniowego Wojsk Lądowych „Ogólnowojskowa Akademia Sił Zbrojnych Federacji Rosyjskiej”.
Instytut przygotowuje wykwalifikowanych oficerów – specjalistów dla Sił Zbrojnych Federacji Rosyjskiej w zakresie wojskowego wykształcenia wyższego, średniego, uzupełniającego i podyplomowego.
- Wyższe studia zawodowe:

Szkolenie specjalistów w pełnym wojskowo-specjalistycznym wymiarze w Instytucie Wojskowym (ogólnowojskowym) odbywa się w specjalności 290301 – „Zarządzanie personelem (Siły Zbrojne Federacji Rosyjskiej, inne wojska, jednostki wojskowe i związane z nimi organy Federacji Rosyjskiej)” wyższe wykształcenie zawodowe, kwalifikacje – specjalista; czas trwania nauki: 5 lat.
- Średnie studia zawodowe:

190604 – „Obsługa techniczna i naprawa transportu drogowego”, kwalifikacje – technik; czas trwania nauki – 2 lata 10 miesięcy.

## Komendanci Szkoły[2]
- 8.12.1917 – Grigorij Orieszkin
- 5.07.1918 – Iwan Nikitin
- 24.07.1918 – Krasnogorski
- 8.08.1918 – Jesipow
- 5.11.1918 – A. Gentcel
- 5.12.1918 – F. Iwanow
- 13.01.1919 – Leonid Aleksandrow, płk
- 11.04.1919 – S. Iskrieżycki
- 20.10.1921 – Piotr Łaszuk, kombrig rezerwy
- 15.12.1929 – Boris Gorbaczow, komkor
- czerwiec 1932 – Nikołaj Jegorow, kombrig
- 1937–1938 – Władimir Romanowski, płk
- listopad 1938 – Aleksandr Motow, gen. mjr
- 11.07.1940 – Timofiej Lebiediew, gen. mjr
- 14.03.1941 – Konstantin Kałmykow, gen. mjr
- 8.07.1941 – Siemion Mładiencew, gen. mjr, Bohater Związku Radzieckiego
- 21.08.1944 – Iwan Fiesin, gen. mjr
- 11.12.1948 – Wasilij Gładkow, gen. mjr
- listopad 1951 – Wasilij Burmasow, gen. mjr
- 19.10.1953 – Gieorgij Leniew, gen. mjr
- 16.09.1960 – Iwan Wołoszyn, gen. mjr
- 12.05.1962 – Nikołaj Niejełow, gen. por.
- 19.02.1969 – Iwan Magonow, gen. por. wojsk pancernych
- 23.05.1984 – Jurij Siergiejew, gen. mjr
- 21.02.1986 – Aleksandr Noskow, gen. por.
- 27.10.1992 – Aleksandr Łobanow, gen. mjr
- 15.10.1999 – Siergiej Jepiszyn, gen. mjr
- 21.10.2006 – Wiktor Polakow, gen. por.
- 05.2012 – 09.2014. – Michaił Napriejenkow, gen. mjr
- od 09.2014 – Aleksandr Nowkin, gen. mjr